# 루시 콜린스
루시 콜린스(Ruthie Collins, 1989년 ~ )는 미국의 싱어송라이터이다.